# Guillem IV de Montpeller
Guillem IV de Montpeller (? - 1085) fou senyor de Montpeller. Fill de Guillem II de Montpeller i de Béliarda o Beliardis; Es casà amb Ermengarda de Melgueil i Poitou, filla del comte Ramon de Melgueil i de Beatriu de Poitou. A la mort del seu germà Guillem III de Montpeller en 1068 accedí al tron. El seu successor va ser el seu fill Guillem V de Montpeller (1075-1121).